# Wild and Woolfy
«Wild and Woolfy» (в русском переводе «Дикий и волкастый», «Друпи на Диком Западе») — короткометражный мультипликационный комедийный фильм, выпущенный 3 ноября 1945 года компанией Metro-Goldwyn-Mayer. Режиссёр: Текс Эйвери, продюсер: Фред Куимби, сценарист: Хек Аллен, мультипликаторы: Эд Лав, Рэй Абрамс, Престон Блэйр, композитор: Скотт Брэдли.

## Сюжет
Действие мультфильма происходит на Диком Западе. Большой Плохой Волк, выступающий в роли преступника, за поимку которого объявлено вознаграждение, объявляется в местном салуне и становится зрителем выступления Рыжей (см. Red Hot Riding Hood). По своему обыкновению, приходит в сильное возбуждение (которое сопровождается волчим воем, буквально вылезающими из орбит глазами и пальбой из пистолета), похищает певичку и прячет её в своём тайном убежище.
На поимку Волка бросаются завсегдатаи салуна и Друпи. По ходу погони Волк избавляется от всех преследователей кроме Друпи, который настигает его в убежище и выводит из игры при помощи кувалды. Рыжая дарит Друпи поцелуй, отчего тот также приходит в сильное волнение, хватает её и похищает.
Фильм заканчивается сценой, в которой Друпи, зажав Рыжую под мышкой, скачет верхом на своей лошадке.